# Kinetoplastydy
Kinetoplastydy (Kinetoplastida) – wiciowce zwierzęce z supergrupy eukariontów Excavata klasyfikowane zwykle w randze gromady w typie Euglenozoa. Swoją nazwę zawdzięczają unikalnej organelli komórkowej, nazywanej kinetoplastem. Kinetoplast znajduje się u podstawy wici, jego budowa przypomina mitochondrium, w którym znajduje się ciasno upakowane DNA.
Wiele gatunków kinetoplastydów prowadzi pasożytniczy styl życia, albo u jednego gospodarza, albo u dwóch różnych gospodarzy. Do kinetoplastydów należy kilka ważnych ludzkich patogenów, przenoszonych przez owady ssące krew, np. Trypanosoma brucei, Trypanosoma cruzi, Leishmania donovani, Leishmania major i Leishmania tropica, a także przenoszone za pośrednictwem afrykańskich tse-tse patogeny zwierzęce, które powodują naganę. Niektóre kinetoplastydy to pasożyty roślinne, np. Phytomonas, przenoszone przez fitofagi. Patogenne kinetoplastydy mają duże znaczenie medyczne, weterynaryjne i ekonomiczne.
Obok gatunków pasożytniczych występują również liczne wolno żyjące kinetoplastydy, takie jak Bodo, które mają duże znaczenie ekologiczne jako heterotrofy w środowiskach morskich i słodkowodnych.
Niektóre gatunki kinetoplastydów są popularnymi i znaczącymi modelami laboratoryjnymi do badań biochemicznych i biologii molekularnej. Jednym z nich jest Trypanosoma brucei; badana jest także odpowiedź immunologiczna komórek pomocniczych typu I i typu II na infekcję kinetoplastydami z rodzaju Leishmania.

## Budowa komórki
Kinetoplastydy to małe bezbarwne wiciowce z jedną lub dwiema wiciami, z których każda posiada tzw. „pręcik przywiciowy” (paraflagellar rod). Posiadają jedno mitochondrium, zazwyczaj długie, liniowe, rozgałęzione lub siateczkowate, zawierające znacznych rozmiarów kinetoplast, zwykle zlokalizowany blisko kinetosomu. Kinetoplast może być zlokalizowany w pobliżu zewnętrznej błony mitochondrialnej lub rozproszony i zajmować całą lub dużą część mitochondrium. W przypadku mutacji DNA kinetoplastu może on być nieobecny („dyskinetoplastia”; dyskinetoplasty). Grzebienie mitochondrialne są dyskoidalne (discoidal) lub rurkowate (tubular). Wielkość, kształt i położenie w komórce kinetoplastu są istotne taksonomicznie i ontogenetycznie.
Cytoszkielet składa się z mikrotubul, z których część znajduje się bezpośrednio po błoną komórkową, nadając kształt komórce. Pseudopodia są nieobecne. Jądro jest pojedyncze, pęcherzykowate, z wyraźnie widocznym jąderkiem. Brak plastydów. Powszechnie występują globulki lipidowe. Aparat Golgiego jest zwykle zlokalizowany w obszarze kieszeni wiciowej (flagellar pocket), ale nie jest połączony z kinetosomem. Wodniczki tętniące, jeśli są obecne, opróżniają się do kieszeni wici.
U niektórych kinetoplastydów może występować błonka podobna do tej obecnej u Parabasalia.

## Środowisko i tryb życia
Większość wolno żyjących kinetoplastydów żywi się bakteriami, pochłanianymi w trakcie pełzania po różnych powierzchniach. Organizmy poruszają się i pożywiają dzięki ruchom wici. Przednia używana jest do poruszania się oraz kierowania żywności w kierunku cytostomu, zaś tylna zapewnia kontakt z podłożem. Kinetoplastydy prowadzą wolny lub pasożytniczy tryb życia. Powszechniejsze jest występowanie form wolno żyjących, rzadziej form pasożytniczych.
Organizmy te występują w obfitych w substancje organiczne środowiskach, ale wiele z nich ma surowe wymagania dotyczące tlenu oraz głębokości zanurzenia. Nie są one w stanie przeżyć w temperaturze ciała, dlatego większość z nich po ich spożyciu przez zwierzę tworzy cienkościenne cysty, dzięki czemu potrafią przejść przez układ pokarmowy kręgowców, aby następnie wylęgać się w wydalonym stolcu lub w moczu. Z tego powodu początkowo były mylone z pasożytami.
Niektóre kinetoplastydy żyją na skrzelach i na skórze ryb, prowadząc różny tryb życia, na przykład żywiąc się bakteriami i martwymi komórkami na śluzie skrzelowym. Rozmnażanie jest zwykle bezpłciowe, poprzez mitotyczny podział komórki. U nielicznych gatunków opisano rozmnażanie płciowe, choć prawdopodobnie występuje ono również i u innych przedstawicieli tej grupy – świadczą o tym powszechnie występujące geny kodujące białka specyficznych dla mejozy.

## Galeria

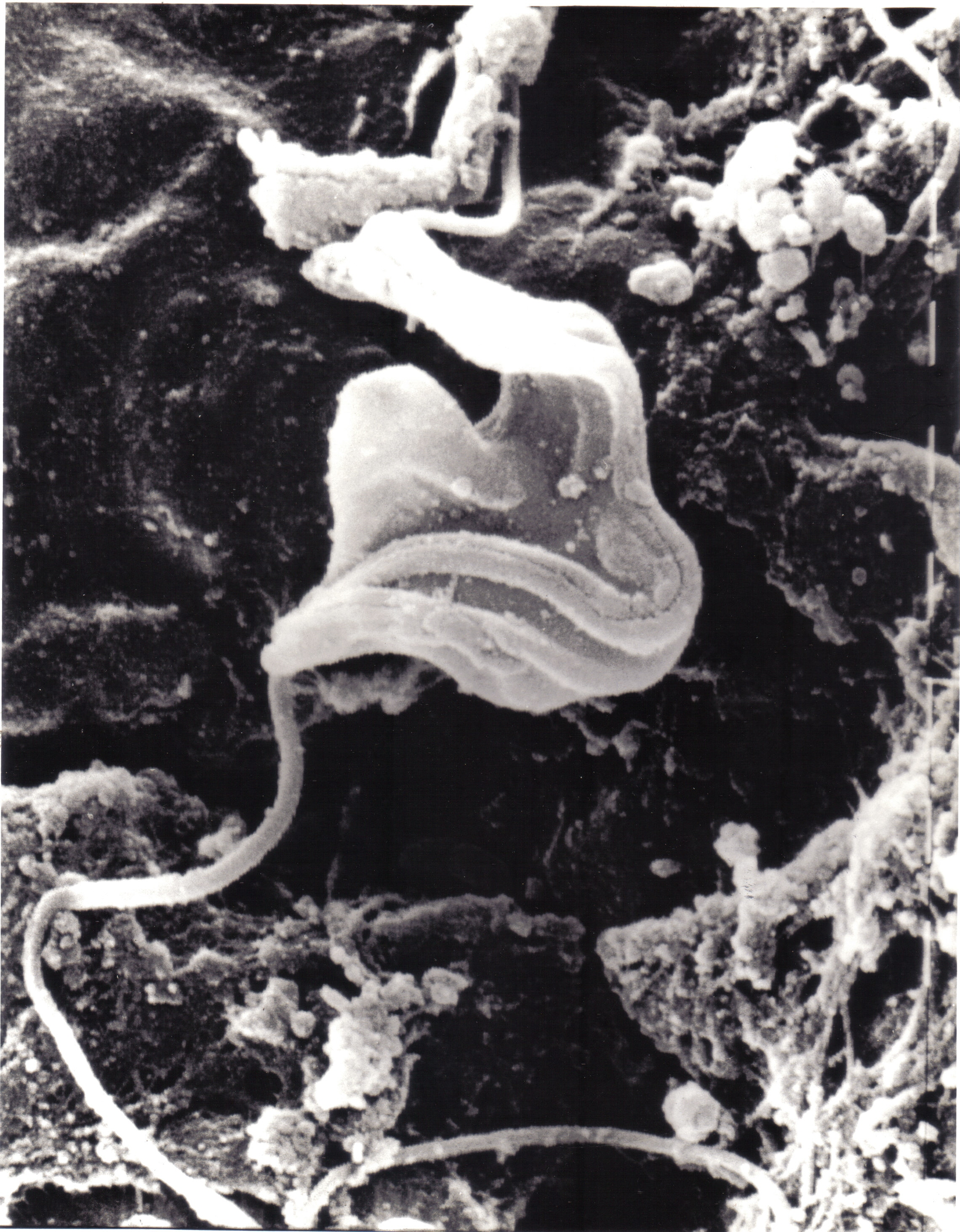
Cryptobia
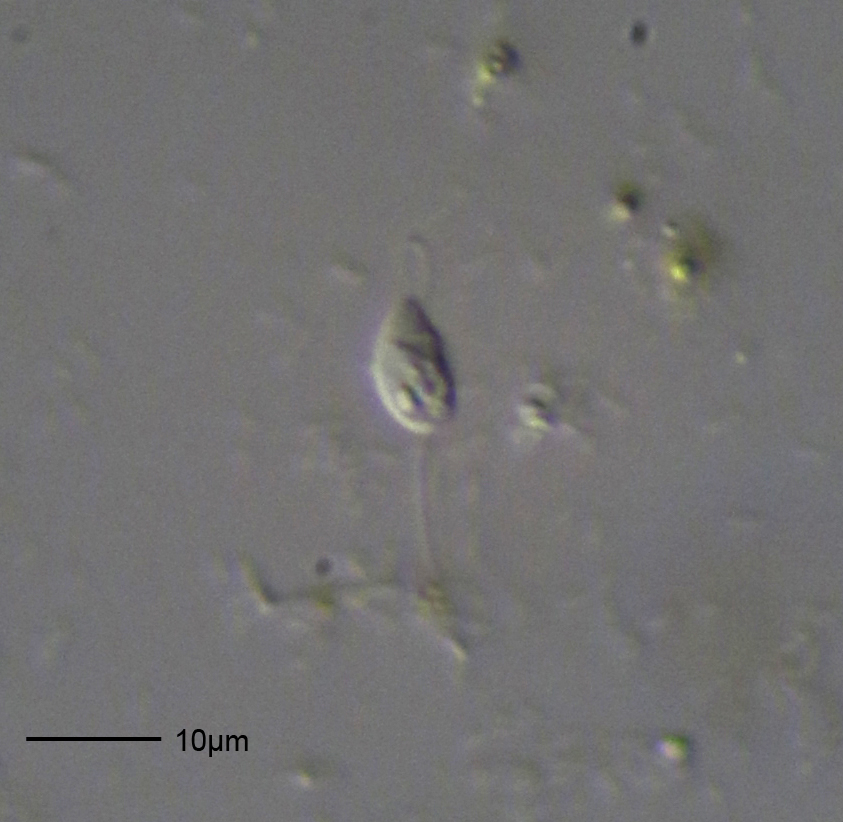
Bodo
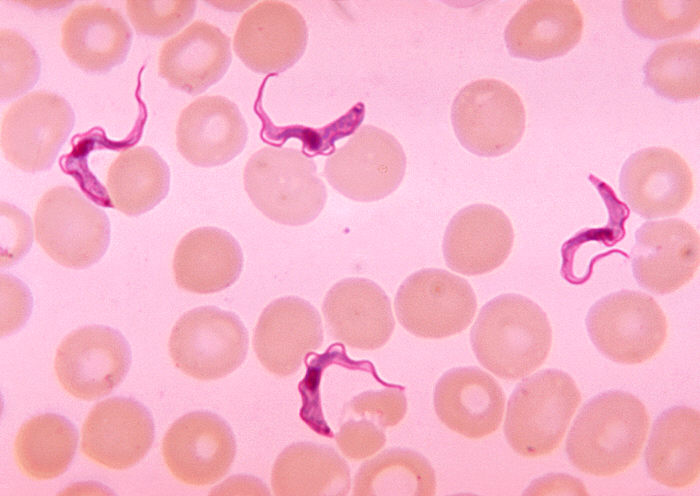
Trypanosoma